# جام حذفی فوتبال تهران ۱۳۳۰
جام حذفی فوتبال تهران ۱۳۳۰ یک دوره مسابقات فوتبال حذفی بود که در فصل ۱۳۳۰ در فوتبال تهران برگزار شد و با قهرمانی باشگاه تاج و نایب قهرمانی سپه پایان یافت. این دوره ششمین دوره بازی‌های جام حذفی فوتبال تهران بود.

## نحوه برگزاری مسابقات
این بازی‌ها در شهریور ماه ۱۳۳۰ برگزار شد؛ باشگاه تاج تهران که امروزه با نام استقلال شناخته می‌شود در این فصل با کسب سه پیروزی توانست عنوان قهرمانی را به دست آورد.

## بازی‌ها
| ۱ شهریور ۱۳۳۰ یک‌چهارم نهایی                       | تاج تهران | ۲–۱ | تهران‌جوان | تهران                 |
|                                                   |           |     |           | ورزشگاه: امجدیه تهران |
| یادداشت: این بازی با برتری تیم تاج همراه بوده‌است. |           |     |           |                       |

| ۲۱ شهریور ۱۳۳۰ نیمه‌نهایی                          | تاج تهران | ۷–۱ | توانا تهران | تهران                 |
|                                                   |           |     |             | ورزشگاه: امجدیه تهران |
| یادداشت: این بازی با برتری تیم تاج همراه بوده‌است. |           |     |             |                       |

| ۳۰ شهریور ۱۳۳۰ فینال                              | تاج تهران | ۱–۰ | سپه تهران | تهران                 |
|                                                   |           |     |           | ورزشگاه: امجدیه تهران |
| یادداشت: این بازی با برتری تیم تاج همراه بوده‌است. |           |     |           |                       |

منبع

## قهرمان
| قهرمان جام حذفی تهران ۱۳۳۰ |
| -------------------------- |
| تاج                        |
| دومین قهرمانی              |